# ダイヤモンド・エイジ
ダイヤモンド・エイジ (The Diamond age) は、アメリカのSF作家ニール・スティーヴンスンが1995年に発表したSF小説。
1996年度のヒューゴー賞とローカス賞を受賞。
また、2022年1月25日には早川書房より、『スノウ・クラッシュ』と『クリプトノミコン』とともに復刊された。

## ストーリー
21世紀半ば国家単位の世界は終わり、人種や思想、宗教、趣味や技術を共有する者が集まり《種族》（ファイリー）や《部族》（トライブ）という単位で組織を作っていた。その中でも、《漢》、《ニッポン》、《新アトランティス》は三大種族として知られていた。また、ナノ・テクノロジーは十分に発達し、サイバネティックスですらそれを基礎とする世界が形成されていた。
《沿岸チャイナ共和国》の浦東に作られた人工島《新舟山》（ニューチョンシヤン）にて、上海の〈株主貴族〉フィンクル=マグロウ卿は、技術者である〈仕立屋〉ジョン・パーシバル・ハックワースに、孫娘エリザベスの教育用「若き淑女のための絵入り初等読本」〈プライマー〉の製作を依頼する。 ハックワースは〈スマート・ペーパー〉よりさらに高度な演算機構を持つ〈ランシブル〉を組成し、〈フィード〉ラインでプライマーを生成した。
エリザベスのために作られた唯一の「本」だった筈の〈プライマー〉は、ハックワースが散布したオナモミ（バッキーボール：マシン・フェーズ型テープ・ドライブ・システム）に収められた1テラバイトの組成情報として、《アトランティス／上海》のドクターXにより取り出され、極秘に彼の娘フィオナ・ハックワースのための〈プリマー〉が生成された。《租借地区》（通称：《LT》）に住むハーブがハックワースから奪い、〈プライマー〉は妹ネルの手に渡った。